# Parurios argenticoxae
Parurios argenticoxae är en stekelart som först beskrevs av Girault 1915.  Parurios argenticoxae ingår i släktet Parurios och familjen puppglanssteklar. Inga underarter finns listade i Catalogue of Life.